# 四国大学短期大学部
四国大学短期大学部（日语：／ Shikoku Daigaku Tanki Daigakubu *），简称四短，是一所位于日本德岛县德岛市的私立短期大学。

## 概要

### 简介
- 学校最早可以追溯到1925年[1]。短期大学为于1961年开办[1]、由学校法人四国大学经营、开始招収男学生从1992年[1]。

### 历史
- 1961年 德岛家政短期大学成立并同时设置家政科。
- 1963年 文科成立、改校名为四国女子短期大学。
- 1964年 幼儿教育科成立。文科分离为两个专攻（日语专攻、英语专攻）
- 1967年 家政科分离为两个专攻（家政专攻、食物营养专攻）。
- 1968年 音乐科成立。家政经济专攻成立于家政科、幼儿教育科变更为儿童教育科。
- 1969年 服饰设计专攻成立于家政科。
- 1972年 儿童教育科分离为两个专攻（初等教育专攻、幼儿教育专攻）。
- 1973年 改校名为四国大学女子短期大学部。
- 1979年 文科两专攻变更为。
  - 日语专攻→日文专攻
  - 英语专攻→英文专攻
- 1988年 家政科变更为生活科学科。并同时各三个专攻变更为。
  - 家政专攻→生活科学专攻
  - 家政经济专攻→生活经济专攻
  - 服饰设计专攻→生活设计专攻
- 1989年 生活福利专攻成立于生活科学科。
- 1992年 改校名为四国大学短期大学部。开始招収男学生。
- 1996年 儿童教育科初等教育专攻招生最后。
- 1998年 儿童教育科初等教育专攻停办。由于儿童教育科变更为幼儿教育科。
- 2000年 两个学科各自招生最后。
  - 文科：次年以下两个专攻合并为商务沟通科[注 2]、各自停办于2002年7月30日。
    - 日文专攻
    - 英文专攻

  - 生活科学科 
    - 生活科学专攻：停办于2002年4月10日
    - 生活经济专攻：停办于2003年3月31日
- 2005年 幼儿教育科变更为幼儿教育保育科。
- 2008年 生活科学科生活设计专攻招生最后。
- 2009年 生活科学科生活福利专攻变更为护理福利专攻[注 1]。
- 2010年 今年3月31日生活科学科生活设计专攻停办。今年4月生活科学科变更为人间健康科。

### 宪章
- 请参看四国大学短期大学部的标志（页面存档备份，存于） （日語） 2014年1月13日阅览。

## 学校环境
- 校区：在德岛县德岛市

## 历任校长
- 渡边鼎：第一代短期大学校长[2]。
- 松重和美：现在短期大学校长[3]

## 组织

### 学科
- 人类健康科
  - 食物营养专攻
  - 护理福利专攻[注 1]
- 商务沟通科[注 2]
- 幼儿教育保育科
- 音乐科

### 前学科
- 生活科学科
  - 生活科学专攻[注 3][注 4]
  - 食物营养专攻
  - 生活设计专攻[注 5][注 6]
  - 生活经济专攻[注 3][注 7]
  - 生活福利专攻
- 文科[注 3][注 8]
  - 日文专攻[注 3][注 8]
  - 英文专攻[注 3][注 8]
- 儿童教育科
  - 初等教育专攻[注 9]
  - 幼儿教育专攻
- 音乐科

### 专科
| - 没有 |

### 业余课程
| - 没有 |

## 相关链接
- 日本短期大学列表
- 四国大学